# Бороуха Кубецкая
Бороуха Кубецкая — деревня в Невельском районе Псковской области России. Входит в состав Усть-Долысской волости.

## География
Расположена в южной части области, в 2,5 км к югу от волостного центра, деревни Усть-Долыссы.

## Население
| 2001 | 2002 | 2010 |
| ---- | ---- | ---- |
| 27   | ↗28  | ↘24  |

Согласно результатам переписи 2002 года, в национальной структуре населения русские составляли 100 % от общей численности населения в 28 чел..

## Инфраструктура
Личное подсобное хозяйство.

## Транспорт
Деревня доступна по просёлочным дорогам.